# 青春巧克力
《青春巧克力》（或譯軟糖·巧克力·菠蘿）是日本作家大槻ケンヂ的半自傳青春小說，分为「軟糖篇」「巧克力篇」「菠蘿篇」3部作品，小說封面由江口壽史繪制。漫畫版於2000年至2005年在月刊少年Magazine上連載，由漫畫家佐佐木勝彥作畫。2007年改編成真人電影。

## 故事簡介
大橋賢三是個孤僻的高中二年級男生，成績跟外表都平平，只有自尊跟性欲高人一等。
酷愛電影的他，有天竟然在骯髒的二輪影院偶遇班上男生的夢中情人山口美甘子。
為了贏得美人心，賢三決定打破平庸的生活，和朋友共組搖滾樂團。
愛與青春的噪音搖滾故事，就此正式揭開序幕。

## 電影
2007年12月22日於日本上映，片長127分鐘。主演石田卓也為拍攝此作的角色將體重增加了10kg。

### 演員
- 大橋賢三：石田卓也／38歳的賢三：大森南朋
- 山口美甘子：黑川芽以
- 川本良也：森岡龍／38歳的良也：マギー
- 小久保多久夫：金井勇太／38歳的多久夫：甲本雅裕
- 山之上：柄本佑
- 犬山犬子
- みのすけ
- ピエール瀧
- 峯田和伸
- 中越典子
- 竹中直人
- 鈴木慶一
- 内田春菊
- 高橋ひとみ
- 山崎一
- 山西惇
- 峯村リエ
- 浅野和之
- 田中哲司
- 林和義
- 山本剛史
- 宇賀那健一

## 外部連結
- 電影官方網站 （页面存档备份，存于）（日語）